# Hello Internet
Hello Internet est un podcast animé par les créateurs de vidéos YouTube CGP Grey et Brady Haran.
Le podcast a débuté en 2014 et comprend maintenant plus de 80 épisodes, dont un épisode qui a été publié exclusivement sur un disque vinyle,,. Selon Grey, le nombre de téléchargements du podcast s'élève à un quart de million par épisode en septembre 2015.
Dans le podcast, Brady et Grey discutent leur vie de créateurs de contenus pour YouTube, ainsi que de divers sujets allant des techniques pour être plus efficace au travail aux accidents d'avion, en passant par la  vexillologie.

## Réception
À sa sortie, le podcast a atteint le premier rang sur iTunes au Royaume-Uni, aux États-Unis, en Allemagne, au Canada et en Australie.
Le journal The Guardian a classé le podcast parmi les 50 meilleurs de l'année 2016, vantant ses « débats de fond et ses discussions tout à fait amusantes ».